# Luigi Molinis
Luigi Giovanni Molinis (Udine, 26 aprile 1940) è un designer e architetto italiano che vive e lavora a Pordenone.

## Biografia
Si è laureato in architettura presso l'Università IUAV di Venezia nel 1968. È stato docente in corsi di formazione post diploma e post laurea e dal 2003 docente di Industrial Design nel corso di laurea in Scienze dell'architettura presso l'Università di Udine. Tiene conferenze e partecipa a workshop sul design.
Dal 1969 al 1979 è stato responsabile del settore design alla Sèleco (Gruppo Zanussi) di Pordenone. Nel 1970 ha disegnato una serie di televisori dalle caratteristiche estetiche innovative, seguita da numerose gamme di televisori sia per la Zanussi, per il suo terzista marchio Naonis, per altri suoi terzisti italiani ed esteri. Ha disegnato anche apparecchi radio e videocitofoni, videoregistratori e impianti stereo hi-fi di alta gamma.
Designer e architetto libero professionista dal 1980, ha continuato a progettare nel settore industriale, soprattutto elettronico: penne ottiche, videoterminali, plancia di automobile, scaldabagni elettrici, sintonizzatori televisivi, sanitari e arredobagno, arredamento, condizionatori e ventilconvettori, prototipi di occhiali, ecc. Ha progettato inoltre stand fieristici, negozi ed edifici vari.
È stato uno dei primi designer del Friuli-Venezia Giulia a essere iscritto all'Adi (Associazione per il disegno industriale), nel cui ambito si è impegnato con numerose conferenze, incontri e convegni presso associazioni industriali e di categoria per diffondere la "cultura e l'arte del progetto".
Su questi argomenti ha scritto e pubblicato alcuni saggi: Tocchi, spunti, iperboli nel design del Friuli-Venezia Giulia (Ellerani ed., 1998); Conversazioni sul design (Campanotto ed., 2002); una monografia Il sistema ufficio: scenari per il futuro in Blue Industry n. 4 - Learning by doing (Fantoni Group,) e uno studio riguardante la semantica delle arti in Friuli, intitolato "Indagine sui segni".
Originale disegnatore, ha collaborato, giovanissimo (anni 1957-1958), con il settimanale La Domenica del Corriere e, negli anni 1980, con Linus e Humor Grafic. Nel 2004, edito da Viva Comix esce il libro Luigi Molinis, proiezioni fuoribordo (col favore della luna), firmato da Paola Bristot, che raccoglie gran parte dell'attività di disegnatore e illustratore di Molinis.
È anche autore di racconti e poesie. Nel 1979 pubblica il libro di liriche Microlenti (Rebellato ed.) e nel 2006 una raccolta di poesie e disegni intitolata Liturgie del malessere (Biblioteca civica di Pordenone).
Nell'ambito della manifestazione culturale PordenoneLegge 2006, festa del libro con gli autori, gli è stata dedicata una mostra presso la locale biblioteca civica dal titolo: Luigi Molinis. Liturgie del malessere. Mostra di disegni e poesie (21-29 settembre 2006, Biblioteca civica di Pordenone).
Nell'edizione 2008 della medesima manifestazione viene presentata la sua ultima pubblicazione: Il traumaturgo (Libreria al Segno ed.), volume di racconti con la riproduzione di alcuni quadri ad olio, essendo la pittura un altro dei suoi canali espressivi.
Il 9 dicembre 2008, in occasione del 142º anniversario della fondazione della Società operaia di Pordenone, gli viene consegnato il prestigioso premio alla carriera.
Nell'estate 2011 il Comune di Pordenone gli dedica una mostra personale presso il Museo d'Arte Contemporanea Armando Pizzinato e nel 2012 è insignito dalla Propordenone del Premio San Marco.
Nel 2017 ha progettato il monumento al Cardinale Celso Costantini situato nell'omonima piazza a Pordenone.